# Адміністративний устрій Захарівського району
Адміністративний устрій Захарівського району — адміністративно-територіальний поділ ліквідованого Захарівського району Одеської області на 2 селищні та 11 сільських рад, які об'єднували 53 населені пункти та були підпорядковані Захарівській районній раді. Адміністративний центр — смт Захарівка.
Захарівський район був ліквідований 17 липня 2020 року.

## Список радЗахарівського району
| №  | Назва                         | Центр           | Населені пункти | Район після ліквідації | Громада після ліквідації    | Площа км² | Місце за площею | Населення (2001), чол. | Місце за населенням | Розташування |
| -- | ----------------------------- | --------------- | --- | ---------------------- | --------------------------- | --------- | --------------- | ---------------------- | ------------------- | ------------ |
| 1  | Затишанська селищна рада      | смт Затишшя     | смт Затишшя с. Андрусова с. Весела Балка с. Гедеримове Перше с. Дружелюбівка с. Загір'я с. Краснопіль с. Нова Григорівка с. Скинешори | Роздільнянський район  | Затишанська селищна рада    |           |                 |                        |                     |              |
| 2  | Захарівська селищна рада      | смт Захарівка   | смт Захарівка с. Балашове с. Гірківка с. Глибокояр с. Давидівка с. Єлизаветівка с. Майорське с. Новопавлівка с. Стоянове              | Роздільнянський район  | Захарівська селищна громада |           |                 |                        |                     |              |
| 3  | Василівська сільська рада     | с. Василівка    | с. Василівка с. Червона Стінка | Роздільнянський район  | Захарівська селищна громада |           |                 |                        |                     |              |
| 4  | Войничівська сільська рада    | c. Войничеве    | c. Войничеве с. Богданове Перше с. Савчинське                                                                                         | Роздільнянський район  | Захарівська селищна громада |           |                 |                        |                     |              |
| 5  | Йосипівська сільська рада     | c. Йосипівка    | c. Йосипівка с. Самійлівка с. Унтилівка                                                                                               | Роздільнянський район  | Захарівська селищна громада |           |                 |                        |                     |              |
| 6  | Карабанівська сільська рада   | c. Карабанове   | c. Карабанове с. Кошарка с. Кримпулька с. Нова Шибка с. Новомиколаївка                                                                | Роздільнянський район  | Захарівська селищна громада |           |                 |                        |                     |              |
| 7  | Торосівська сільська рада     | c. Торосове     | c. Торосове с. Володимирівка с. Іванівка с. Малорошове                                                                                | Роздільнянський район  | Затишанська селищна рада    |           |                 |                        |                     |              |
| 8  | Мар'янівська сільська рада    | c. Мар'янівка   | c. Мар'янівка с. Дементівка с. Оленівка с. Первомайське с. Петрівка                                                                   | Роздільнянський район  | Захарівська селищна громада |           |                 |                        |                     |              |
| 9  | Новозаріцька сільська рада    | c. Новозаріцьке | c. Новозаріцьке с. Бірносове с. Перше Травня с. Федосіївка                                                                            | Роздільнянський район  | Захарівська селищна громада |           |                 |                        |                     |              |
| 10 | Онилівська сільська рада      | c. Онилове      | c. Онилове с. Жигайлове с. Мала Топорівка                                                                                             | Роздільнянський район  | Захарівська селищна громада |           |                 |                        |                     |              |
| 11 | Павлівська сільська рада      | c. Павлівка     | c. Павлівка с. Парканівка | Роздільнянський район  | Захарівська селищна громада |           |                 |                        |                     |              |
| 12 | Перехрестівська сільська рада | c. Перехрестове | c. Перехрестове с. Перехрестове Перше с. Петрівка                                                                                     | Роздільнянський район  | Затишанська селищна рада    |           |                 |                        |                     |              |
| 13 | Росіянівська сільська рада    | c. Росіянівка   | c. Росіянівка | Роздільнянський район  | Захарівська селищна громада |           |                 |                        |                     |              |

* Примітки: м. — місто, с-ще — селище, смт — селище міського типу, с. — село